# 中国新闻史
中国新闻史，中国新闻业发展的历史。戈公振于1927年11月，由上海商务印书馆出版《中国报学史》（分六章，28.5万字），被认为是第一部系统研究中国报业发展史的专著。1930年代林语堂用英文写有《中国新闻舆论史》，在美国出版。

## 古代
- 古代报纸产生前的新闻传播活动
- 古代邸报
- “定本”制度
- 清提塘报房

## 1840年-1911年

### 租界外资报纸
- 《察世俗每月统记传》
- 《字林西报》
- 《万国公报》（林乐知、王韬）
- 《申报》
- 《直报》
- 《京津泰晤士报》
- 《天津日日新闻》
- 《字林沪报》
- 《南华早报》
- 《顺天时报》
- 《密勒氏评论报》
- 《益世报》罗隆基

### 海外华人报刊
- 王韬《循环日报》
- 梁启超《清议报》、《新民丛报》。
- 黄兴、章炳麟《民报》
- 杨度《新中国报》

### 戊戌变法与清末新政时期报刊
- 梁启超、汪康年、曾广铨、汪大钧《强学报》、《时务报》、《时务日报》、《中外日报》
- 严复《国闻报》
- 汪康年《京报》
- 章炳麟《苏报》、《国民日日报》
- 秋瑾《中国女报》
- 于右任《神州日报》、《民呼日报》、《民吁日报》、范鸿仙《民立报》
- 詹大悲、何海鸣《大江报》
- 孙武 (民国)《雄风报》
- 狄楚青、陈冷、雷奋、包天笑、戈公振《时报》
- 田桐、景定成《国光新闻》

## 民国初期
- 关于新闻自由的法规
- 袁世凯官方报纸薛大可《亚细亚日报》
- 同盟会-国民党报刊：戴季陶《民权报》、《中华民报》、邵元冲《民国新闻》、《民国报》、汪精卫、任鸿隽《民意报》
- 共和党-进步党报刊：武汉《群报》、天津《庸言》
- 陈范《民主报》
- 袁世凯系《北京国报》
- 《新纪元报》
- 文实权《国民公报》
- 王印川《国权报》
- 上海《中华新报》
- 天津《大中华报》

## 五四运动时期
- 徐宝璜北京大学新闻学研究会
- 《新青年》、《每周评论》杂志
- 《东方杂志》
- 《四大副刊》：研究系《时事新报》副刊“学灯”、北京《晨报》副刊“第七版”、《民国日报》副刊“觉悟”、《京报》副刊
- 《向导》
- 陈友仁的英文《京报》
- 毛泽东的《湘江评论》
- 安福系《公言报》
- 安福系王郅隆、胡霖（胡政之）《大公报》

## 民国时期的主要报纸

### 非党派民营主流报纸
- 《世界日报》
- 《新闻报》
- 《大美报》

### 文学副刊
- 梁启超《新小说》（1902年— ）
- 李宝嘉《绣像小说》（1903年— ）
- 吴趼人、周桂笙《月月小说》（1906年— ）
- 黄摩西《小说林》（1907年— ）

### 小报
- 《晶报》、 《福尔摩斯》、 《罗宾汉》
- 《社会日报》、 《立报》
- 《小日报》、《上海报》、《报报》、《上海日报》
- 《大晚报》、《大美晚报》
- 丁国珍《正宗爱国报》
- 胡石庵《大汉报》
- 《南越报》
- 成舍我《世界晚报》

### 国民党报纸
- 《民国日报》，邵力子、叶楚伧
- 《中央日报》

### 共产党报刊
- 《新华日报》
- 《解放日报》

### 第三党派报刊
- 研究系《晨报》、《时事新报》
- 《观察》
- 《文汇报》
- 《民主报》
- 民盟《光明報》

## 近代中国报人

### 中立报人
- 李宝嘉（李伯元），(1867年－1907年)，《指南报》《游戏报》《世界繁华报》。
- 吴趼人，(1866年－1910年)，《奇新报》《消闲报》《采风报》《寓言报》。
- 孙玉声，(1862年－1940年)，《采风报》《笑林报》《大世界报》《梨园公报》。
- 郑正秋，(1888年－1935年)，《图画剧报》《笑舞台报》《新世界报》。
- 王雪尘，(1906年－1949年)，《新东方剧刊》《上海报》《戏报》《光报》。
- 徐朗西，(1885年－1961年)，《生活日报》《大报》。
- 周瘦鹃，(1895年－1968年)，《先施乐园日报》《上海画报》。
- 冯梦云，(？－1941年？)，《晨光》《大晶报》《上海报》《战时日报》等小报，后被日军杀害。
- 陈蝶衣，(1908年－2007年)，《明星日报》《大报》《社会日报》。
- 唐云旌，(1907年－1980年)，《光化日报》《海风》《亦报》《东方日报》。
- 张恨水，《世界日报》副刊。
- 彭翼仲，《启蒙画报》、《京华日报》、《中华报》
- 杭辛斋，《启蒙画报》、《京华日报》、《中华报》
- 张友鸾，（1904─1990），《世界日报》、《立报》、《民生报》、《南京人报》
- 邓季惺，（1907年-1995年），《新民报》
- 成舍我
- 张季鸾，（1888年-1941年）《大公报》

### 被杀害或者迫害致死的新闻人士
凌大同、丁国珍、范鸿仙、丁宝臣、黄世仲、黄远庸、李汇泉、林白水、邵飘萍、史量才、胡恩溥、白逾桓、朱惺公、张似旭、程振章、金华亭、冯梦云、李公朴、胡作霖、陈丹墀、胡启芬、张朗生、习侠平、储安平、浦熙修、杨刚、邓拓、钦本立

### 在华外国记者
莫理循、约翰·本杰明·鲍威尔、哈雷特·阿班、斯诺、史沫特莱、赫达·莫里逊、安娜·路易斯·斯特朗